# Desmond Llewelyn
Desmond Llewelyn (12. září 1914 – 19. prosince 1999) byl velšský herec, známý zejména jako představitel vynálezce Q v sedmnácti bondovkách.

## Život
Narodil se ve velšském městě Newport a herectví se začal věnovat během studií na vysoké škole. K filmu se dostal již koncem třicátých let, ale roku 1939 vstoupil do armády a herecké kariéry se musel vzdát. Během války strávil pět let jako zajatec německé armády. K herectví se vrátil koncem čtyřicátých let. V roce 1963 hrál postavu Q v bondovce Srdečné pozdravy z Ruska. Do roku 1999 hrál v dalších šestnácti bondovkách. Jediným filmem z období 1963–1999, v němž Llewelyn nehrál, byl Žít a nechat zemřít z roku 1973. Postavu Q po jeho smrti hrál John Cleese až do filmu Skyfall kde ho vystřídal herec Benjamin John Whishaw. V letech 1938 až 1999 byla jeho manželkou Pamela Mary Pantlin, se kterou měl dva syny. Zemřel při autonehodě ve svých pětaosmdesáti letech.

## Filmografie
- Zlaté věže (1951)
- Zkáza Titaniku (1958)
- Jen dva mohou hrát (1962)
- Srdečné pozdravy z Ruska (1963)
- Goldfinger (1964)
- Milostná dobrodružství Moll Flandersové (1965)
- Thunderball (1965)
- Žiješ jenom dvakrát (1967)
- V tajné službě Jejího Veličenstva (1969)
- Diamanty jsou věčné (1971)
- Muž se zlatou zbraní (1974)
- Špion, který mě miloval (1977)
- Moonraker (1979)
- Jen pro tvé oči (1981)
- Chobotnička (1983)
- Vyhlídka na vraždu (1985)
- Dech života (1987)
- Povolení zabíjet (1989)
- Zlaté oko (1995)
- Zítřek nikdy neumírá (1997)
- Jeden svět nestačí (1999)
- Error 2000 (1999)